# Coralliophila galea
Coralliophila galea is een slakkensoort uit de familie van de Muricidae. De wetenschappelijke naam van de soort is voor het eerst geldig gepubliceerd in 1823 door Dillwyn.